# Guerra informàtica

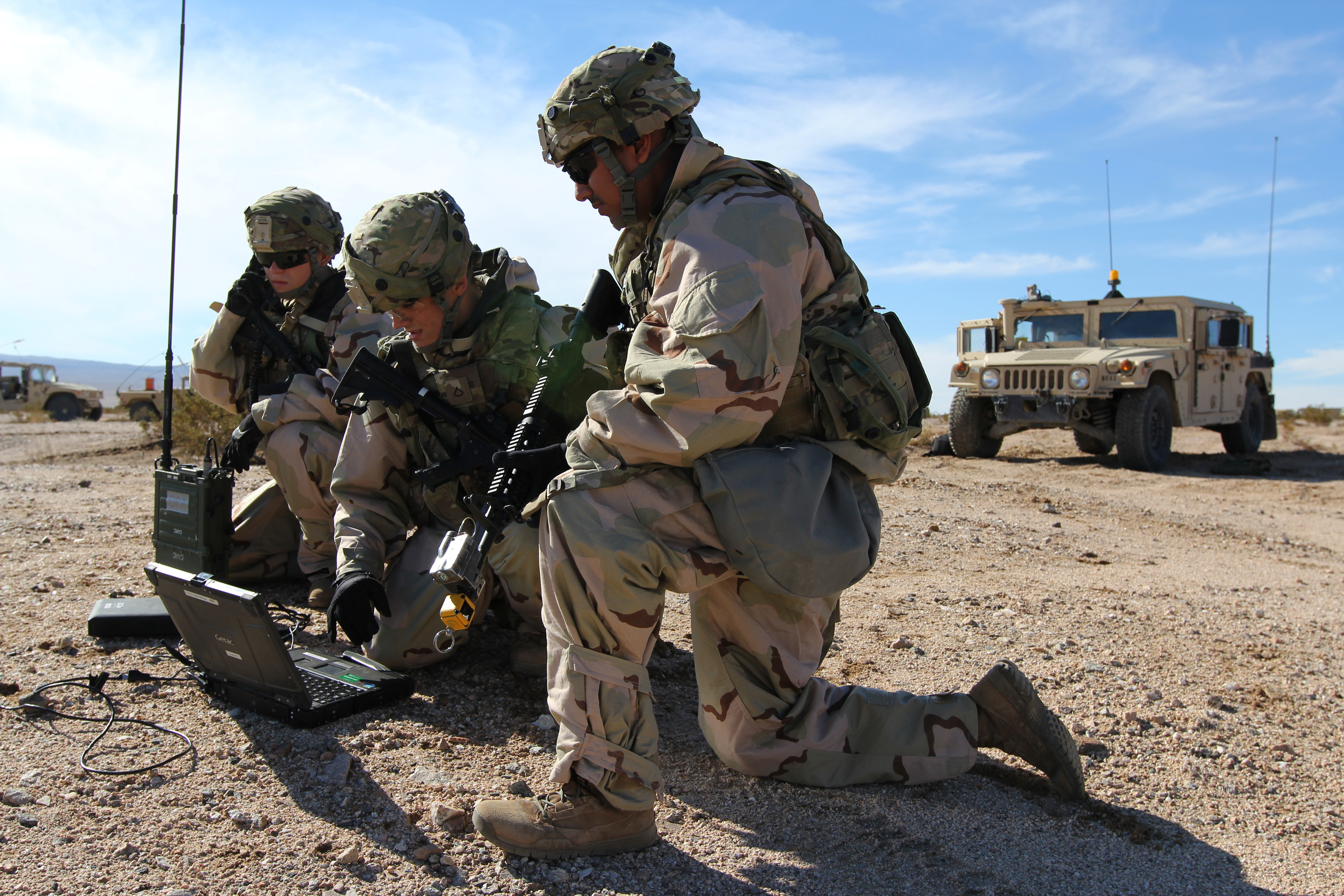
Especialistes en ciberguerra del 782è Batalló d'Intel·ligència Militar (Cyber) de l'Exèrcit dels Estats Units donant suport a l'equip de combat de la 3a Brigada, 1a Divisió de cavalleria durant un exercici d'entrenament el 2019.

El concepte de guerra informàtica, guerra digital o ciberguerra - en anglès: cyberwar - fa referència al desplaçament d'un conflicte, que pren el ciberespai i les tecnologies de la informació com a camp d'operacions. Richard Clarke, especialista en seguretat del govern nord-americà, defineix la guerra cibernètica com el conjunt d'accions portades per un Estat per penetrar als ordinadors oa les xarxes d'un altre país, amb la finalitat de causar prejudici o alteració. Bruce Schneier, especialista en seguretat cibernètica, afirma que moltes vegades la definició de guerra cibernètica no està ben aplicada, ja que encara no se sap com és una guerra a l'espai cibernètic quan esclata una guerra cibernètica i es desconeix com es posa l'espai cibernètic després que acabi aquesta guerra. Per a la investigadora Gabriela Sandroni, la guerra cibernètica s'emmotlla d'acord amb les característiques de l'espai cibernètic, té com a actors principals els Estats i es caracteritza pels motius polítics.
També es podria definir com el conjunt d'accions que es fan per produir alteracions en la informació i els sistemes de l'enemic, alhora que es protegeix la informació contra els sistemes de l'atacant.

## Armes de la guerra informàtica
S'ha demostrat que actualment en una guerra és més factible derrotar l'enemic atacant la seva infraestructura informàtica, que emprant qualsevol altre tipus d'atac físic. Aquesta estratègia ha estat emprada en diverses situacions, ja sigui en ofensives militars d'un país contra un altre, d'un grup armat en contra del govern, o simplement atacs individuals d'un o diversos hackers.
És a dir, que ara les armes són els virus informàtics i els programes especials per anul·lar la seguretat dels sistemes informàtics i els combatents són els experts en informàtica i telecomunicacions. Generalment, els blancs dels atacs són els sistemes financers, bancaris i militars, tot i que s'han vist nombrosos casos on es veuen afectats els sistemes de comunicació.
Durant els darrers anys aquests atacs han augmentat considerablement en nombre i envergadura. Un dels atacs més comuns és l'enviament de gran quantitat de trucades simultànies a un servidor, que excedeixen la seva capacitat de resposta i aconsegueixen paralitzar-ho; són els anomenats atacs de denegació de servei ( DDoS ).
Un altre tipus d'atac, molt semblant a l'anterior, és l'enverinament de DNS, que penetra al servidor dels noms de domini per portar l'usuari cap a un servidor planejat pel hacker. Per exemple, és el cas d'un grup de hackers que van desviar un satèl·lit militar britànic, demanant per la seva restauració una gran suma de diners.
Una altra forma de realitzar aquests atacs és incapacitar l'antivirus, deixant desprotegit el sistema; després s'envien cucs mitjançant el correu electrònic o mitjançant fitxers compartits a la xarxa.
Però, a la nostra època, el més perillós consisteix en la propagació de dades confidencials a través de la xarxa, ja que aquesta informació pot comprometre la nació a què pertany, i moltes vegades aquesta es veu compromesa davant d'aquests atacs, o també corre perill de ser eliminada informació vital. En aquest rang hi caben els ciber-arsenals o virus que esborren informació i es propaguen a través del correu electrònic.
També es dona el cas de la propagació d'informació falsa mitjançant la web, sobre qualsevol tema específic. Això podria traduir-se en falses especulacions sobre les possibles causes d'algun accident, o la denúncia basada en falses falles a qualsevol producte immers en la competència, a fi de desvirtuar-lo i fer malbé les vendes del producte.

## La guerra informàtica no està recollida en el dret internacional humanitari
Començarem per destacar que els atacs informàtics són posteriors a les convencions actualment vigents; o sigui, que no hi ha cap regulació o cap norma en el dret internacional humanitari que dicti sobre la guerra informàtica. No obstant l'anterior situació, el dret humanitari és aplicable quan els atacs impliquen el dany a béns sota protecció o a persones, i aquests atacs es converteixen en objectes d'incumbència del "jus in bello".
En el cas dels béns protegits, són inclosos pel fet que un atac que provoqués una descomposició dels sistemes que li asseguren, podria provocar una força destructiva que causaria danys evidents a la població civil, encara que els atacs informàtics neutralitzen aquests objectius d'una forma força segura; podríem destacar les centrals d'energia nuclear, preses, dics i fins i tot objectius militars. També compten com a béns protegits l'aigua potable, les collites, els productes alimentaris i el bestiar ; o sigui, béns que la seva carència causaria gana a la població, així com danys al medi ambient.

## Guerres informàtiques

### 1999 - Guerra de Kosovo
Durant la intervenció dels aliats a la Guerra de Kosovo, més de 450 experts informàtics, al comandament del Capità Dragan, es van enfrontar als ordinadors militars dels aliats. Aquest grup, integrat per voluntaris de diferents nacionalitats, va ser capaç de penetrar als ordinadors estratègics de l'OTAN, la Casa Blanca i del portaavions nord-americà Nimitz, només com una demostració de força, ja que aquest no era el seu objectiu principal. Internet va servir com grup coordinador d'activitats contra la guerra fora de Iugoslàvia.

### 2003 - Taiwan
El 2003, Taiwan va rebre un possible atac del que va culpar les autoritats xineses. No hi ha proves però va deixar sense servei infraestructures com ara hospitals, la Borsa i alguns sistemes de control de trànsit. El suposat atac va provocar un caos, progressiu i amb una aparent organització, que a més d'un atac de denegació de servei (DDoS), va incloure virus i troians.

### 2007 - Estònia
El 2007, Estònia va culpar les autoritats de Rússia de diversos atacs continuats que van afectar mitjans de comunicació, bancs i diverses entitats i institucions governamentals.

### 2008 - Geòrgia
A l'agost de 2008 -guerra entre Rússia, Ossètia del Sud, Geòrgia- es van produir ciberatacs a Geòrgia per part de Rússia orientats cap a llocs governamentals.

### 2010 - Iran
A finals de setembre del 2010, l'Iran també va registrar un atac a les centrifugadores del programa d'enriquiment d'urani -programa nuclear iraniana-. El troià, virus o programa infiltrat va rebre el nom de Stuxnet.

### 2011 - Atac al Canadà des de Xina
El gener del 2011, segons les autoritats canadenques, els sistemes de contrasenyes del ministeri de Finances van ser víctimes d'un ciberatac procedent de màquines instal·lades a la Xina.

### 2012 - Orient Mitjà
Al maig de 2012, és descobert un dels Malware més nocius fins a la data anomenat Flame o sKyWIper, el qual s'especula que està dissenyat per a propòsits de Cyber-espionatge. Entre els països que es veuen més afectats hi ha Iran, Israel, Sudan, Síria, Líban, Aràbia Saudita i Egipte.

### 2013 - Estats Units
El juny de 2012, el New York Times va informar que el president Obama havia ordenat l'atac cibernètic a les instal·lacions d'enriquiment nuclear iranianes.
L'agost de 2012, USA Today va informar que els EUA van dur a terme ciberatacs per avantatge tàctic a l'Afganistan.
Segons un article de la revista Foreign Policy de 2013, la unitat d'operacions d'accés a mida (TAO) de la NSA "ha penetrat amb èxit en els sistemes informàtics i de telecomunicacions xinesos durant gairebé 15 anys, generant una de les millors i més fiables dades d'intel·ligència sobre el que passava a la República Popular de la Xina".

## Ciberatacs - Ciberactivisme

### 2010 - La primera guerrilla informàtica global: en defensa de Wikileaks
Com a resposta a la Filtració de documents diplomàtics dels Estats Units el 28 de novembre de 2010 pel portal WikiLeaks, diverses autoritats i empreses dels Estats Units i altres països boicotegen a WikiLeaks, els seus canals de finançament i la seva presència a la xarxa: EverDNS bloqueja el domini d'internet, Amazon.com, el banc suís PostFinance bloqueja les donacions, PayPal bloqueja les donacions, Mastercard i Visa (Targeta de crèdit) bloquegen comptes i donacions i Twitter i Facebook eliminen perfils d'Anonymous, el grup visible defensor de WikiLeaks, autodenominat ciberactivista i que es consideren allunyats de qualsevol activitat relacionada amb la ciberguerra.
El 6 de desembre en defensa de WikiLeaks, el grup d'Internet Anonymous llança una Operation Payback (ciberatacs), contra PostFinance i PayPal pel bloqueig dels comptes de WikiLeaks. Hi ha un vídeo a YouTube dirigit al govern dels Estats Units explicant que l'Operation Payback és contra les lleis de l'ACTA, la censura a Internet i el copyright. WikiLeaks ha manifestat que no està ni a favor ni en contra dels atacs cibernètics en defensa, però va afirmar que són l'expressió d'una part de l'opinió pública.
El 7 de desembre del 2010 Visa va retirar la capacitat de fer donacions o pagaments a WikiLeaks. En resposta el 8 de desembre, l'empresa islandesa DataCell, que facilitava els pagaments a WikiLeaks, va decidir "prendre accions legals immediates per fer possibles les donacions de nou", va afirmar el cap executiu de la companyia Andreas Fink, anunciant que demandaria Mastercard i a Visa.
El 9 de desembre de 2010 Twitter va cancel·lar el compte d'un dels grups de suport a Wikileaks, Anonymous i després Facebook va eliminar la pàgina de Operation Payback (Operació venjança) d'atacs DDoS en defensa de Wikileaks en el que ja es considera per part de membres de Anonymous com una guerra digital per protegir la llibertat en internet (llibertat d'expressió, neutralitat a la xarxa).
El 10 de desembre del 2010, Anonymous va decidir modificar la seva estratègia d'atacs als qui havien bloquejat WikiLeaks, menys atacs DDoS i més divulgació de les filtracions de WikiLeaks.

### 2011 i 2012: La Primera Guerra Informàtica Mundial: LleiSOPA(Stop Online Piracy Act)
La llei SOPA, presentada per Lamar S. Smith, va provocar moviments de grans empreses i usuaris. En contra es troben grans pàgines com Google, Facebook, Twitter, Youtube, i Wikipedia. El 19 de gener de 2012 l'FBI va tancar oficialment el gestor d'arxius més gran de tota la internet, Megaupload, provocant comentaris i respostes a tot el món. Si bé l'FBI va negar que el tancament d'aquesta pàgina tan important estigui relacionada amb la llei SOPA, les seves intencions donen sospites a molts. Com es podia esperar, l'organització de hackers mundial més gran d'internet al món, Anonymous, va respondre de dues maneres: Publicant a Youtube molts vídeos amenaçadors i que exigeixen llibertat d'expressió, i repetides entrades en llocs oficials del govern nord-americà, en senyal de protesta. Després van iniciar la " Operació Blackout ", en la qual van declarar oficialment la Primera Guerra Informàtica Mundial (World Web War), motivats per molts intents de censura a tot el món. El tancament de Megaupload és, per a alguns, el senyal de la Primera Gran Guerra Mundial Informàtica.